# Crocallis dardoinaria
Crocallis dardoinaria is een vlinder uit de familie spanners (Geometridae). De wetenschappelijke naam is voor het eerst geldig gepubliceerd in 1840 door Donzel.
De soort komt voor in Europa.